# エッセンシャリースポーツ
エッセンシャリースポーツ（EssentiallySports）は、ボクシング、eスポーツ、フォーミュラ1、ゴルフ、総合格闘技、NASCAR、NBA、NFL、テニス、WWEに関するニュースとコンテンツの出版を主とするデジタルスポーツメディア
。2014年に開設され、Full Spectrum Services LLP.によって所有されている。